# بد بت اند بیاند

لوگوی بد بت اند بیاند

شرکت بد بت اند بیاند توسط وارن آیزنبرگ و لئونارد فینستاین در سال ۱۹۷۱ تأسیس شد.امروزه این شرکت فروشگاه‌های خرده فروشی زنجیره ای کالاهای خانگی را در سرتاسر ایالات متحده آمریکا٬پورتوریکو٬کانادا اداره می‌کند.
این شرکت به‌طور کلی کالاهای خانگی (که بیشتر برای اتاق خواب و حمام و آشپزخانه وهمینطور اتاق ناهار خوری است) به فروش می‌رساند. این شرکت مشمول اس اند پی ۵۰۰ و فرچون ۵۰۰ است.

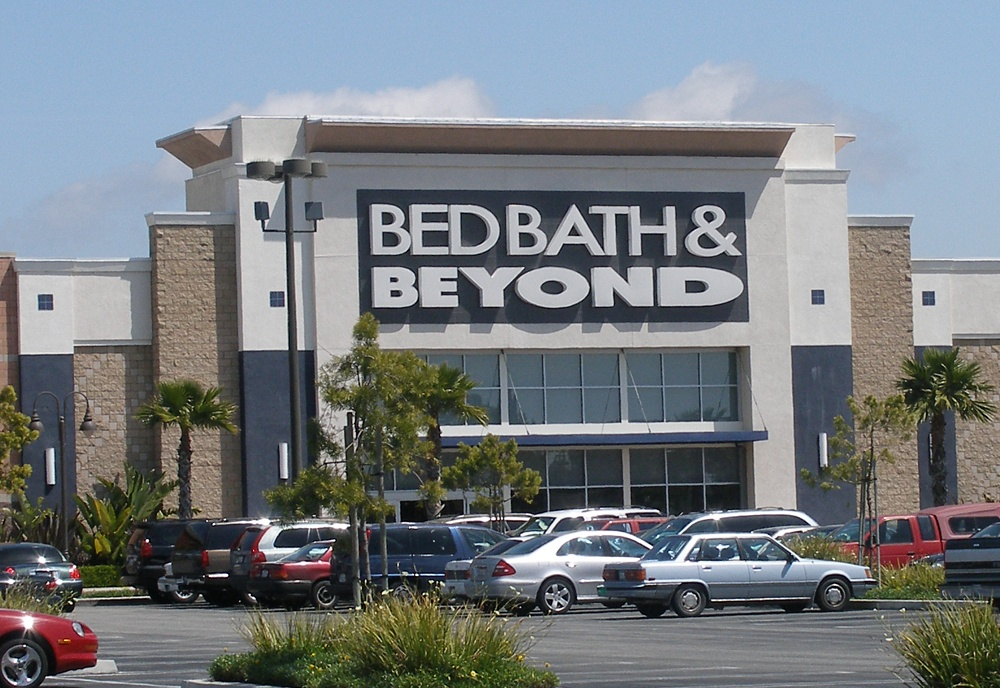
یکی از شعبه های بد بت اند بیاند در اکسنارد کالیفرنیا